# Переполох в городе жаб
«Переполох в городе жаб» (англ. «Hell Comes To Frogtown») — американский постапокалиптический фантастический фильм 1987 года с профессиональным борцом Родди Пайпером в
главной роли, первый в серии о Сэме Хелле и жабомутантах. Режиссёр — Дональд Джексон, сценарий написан Джексоном в соавторстве с Рэндаллом Фрейксом.

## Сюжет
Действие фильма происходит в постапокалиптической пустынной земле будущего, когда измученные остатки человечества, после ядерной войны, пребывают на грани вымирания. Земля захвачена злобными мутантами-жабами, людей поразило тотальное бесплодие, а на территории бывших США установлен матриархат.
Главный герой Сэм Хелл (Родди Пайпер) оказывается пойман полицией, что не предвещает ему ничего хорошего, однако в его судьбу вмешиваются представительницы правительства: плодородная сперма Сэма является национальным достоянием!
Хелл принимается правительством на работу для выполнения высокой миссии по восстановлению и спасению человеческого рода. В компании двух красавиц, руководителем-учёной (Сэндал Бергман) и военной (Чек Веррелл), его направляют в логово мутантов, город Фрогтаун, чтобы спасти нескольких способных к оплодотворению женщин, содержащихся в гареме предводителя жаб, и впоследствии оплодотворить их всех. А чтобы он не передумал и не сбежал, на него надевают своеобразный «пояс верности» с встроенной бомбой и надписью «Собственность государства».

## В ролях
- Родди Пайпер — Сэм Хелл
- Сэндал Бергман — доктор Спрэнгл
- Чек Веррелл — Сентинелла
- Рори Кэлхун — Луни Тьюнс
- Уильям Смит — капитан Дэвлин / граф Содом
- Ли Гарлингтон — офицер

## Музыка
В одной из сцен в начале фильма, когда Сэма везут в сторону границы, звучит военный марш времён Гражданской войны — When Johnny Comes Marching Home.